# Frankenstraße 19 (Stralsund)
Das Haus mit der postalischen Adresse Frankenstraße 19 ist ein unter Denkmalschutz stehendes Gebäude in der Frankenstraße in Stralsund.

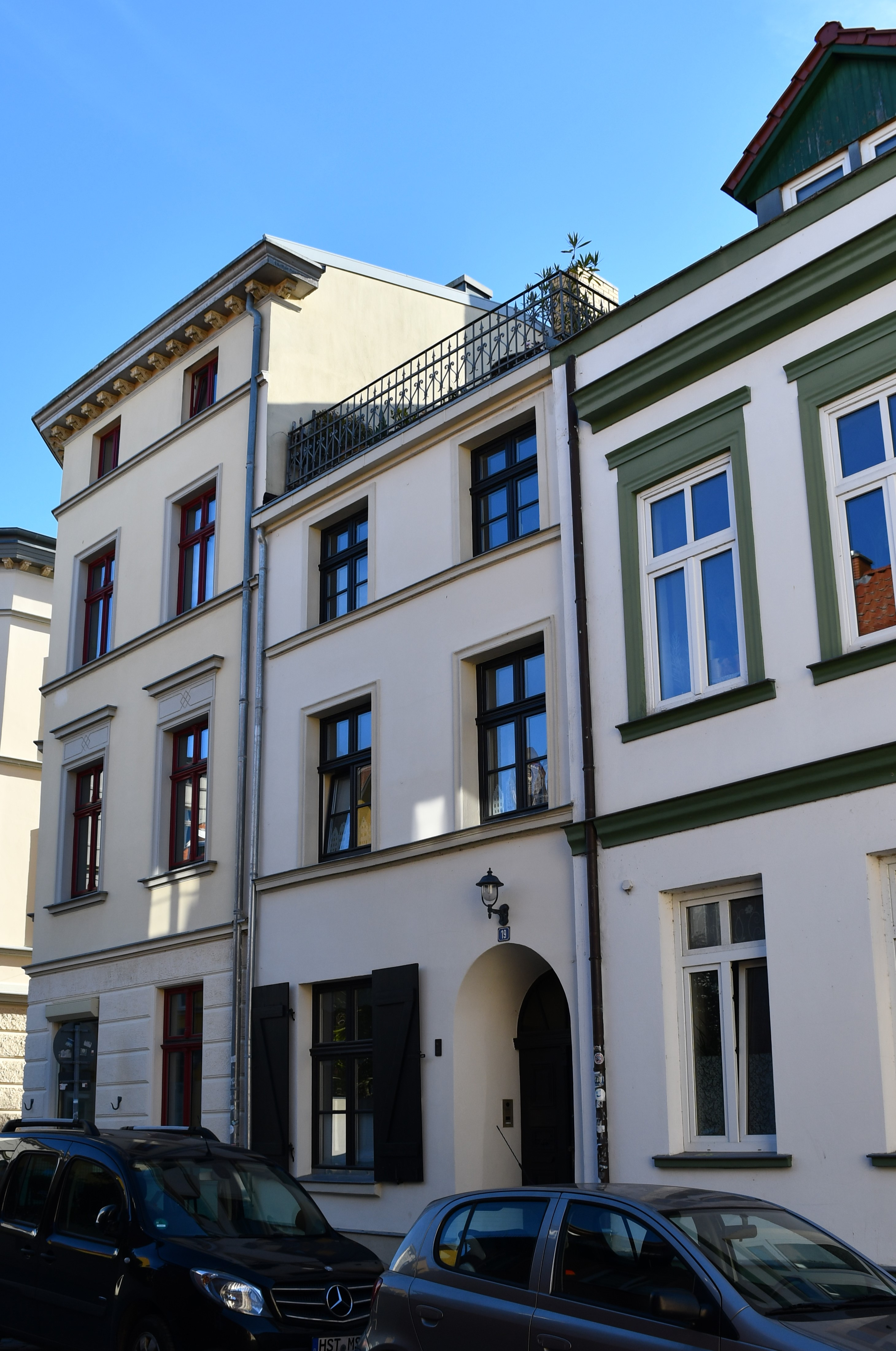
Das Haus Frankenstraße 19 Stralsund (2023)

Der dreigeschossige und zweiachsige, traufenständige Putzbau stammt aus dem 18. Jahrhundert.
In der rechten Achse ist ein rundbogiges Portal angelegt. Gesimse trennen die Geschosse optisch.
Das Haus liegt im Kerngebiet des von der UNESCO als Weltkulturerbe anerkannten Stadtgebietes des Kulturgutes „Historische Altstädte Stralsund und Wismar“. In die Liste der Baudenkmale in Stralsund aus dem Jahr 1997 ist es mit der Nummer 222 eingetragen.